# Direcció assistida
La direcció assistida  és un sistema mitjançant el qual es redueix la força (parell de gir) que ha d'efectuar el conductor sobre el volant d'un cotxe per accionar la direcció.
Els tipus de direcció assistida són:
- Hidràulica
- Electro-hidràulica
- Electro-mecànica

## Origen
Fins a la dècada de 1920, quan van aparèixer els autobusos i camions de gran pes, no hi va haver problemes per moure fàcilment el volant. Va ser l'enginyer Francis Davis qui va inventar la direcció assistida. Per això va deixar la seva empresa,  Pierce Arrow Motor Car Company  i es va posar a treballar en un taller amb un fabricant d'eines.

## Funcionament
Quan es giren les rodes per canviar la direcció del vehicle apareix una força sobre el pneumàtic que tendeix a alinear la direcció de la roda amb la del vehicle. Aquesta força es deu principalment a la resistència del pneumàtic a ser deformat i la posició avançada del centre de pressions respecte al centre de la roda.
La funció de la direcció assistida és ajudar el conductor a vèncer aquesta força. D'aquesta manera la força que hagi de fer el conductor més la que aplica la direcció seran iguals a la força d'autoalineada de la roda:
T  Roda  = T  Assistència +T  Conductor 
La força d'autoalineada o resistència que faci la roda dependrà del vehicle i la velocitat. A menor velocitat major resistència. Un dels avantatges que aporten les direccions electro-hidràuliques o elèctriques, és que en estar controlades electrònicament es pot generar una assistència variable en funció de la velocitat. D'aquesta manera es fa la conducció més còmoda.
A velocitats baixes es necessiten parells grans per girar les rodes, si l'adreça genera més assistència, el conductor ha d'aplicar menys força sobre el volant, el que resulta en un esforç menor per part del conductor. En canvi a velocitats majors on el parell a aplicar és petit, la direcció només ajudarà el conductor i serà aquest el que hagi de fer l'esforç. En aquest cas, si l'adreça apliqués gran part de l'esforç necessari per girar les rodes, el conductor hauria d'aplicar una mínima part, donant una sensació d'inseguretat.
Aquest últim punt és un criteri subjectiu, ja que no tots els conductors tenen les mateixes preferències. Serà per tant el fabricant del vehicle el que hagi de triar el nivell o quantitat d'assistència que es donarà en cada moment en funció del seu criteri. Nivells d'assistència baixos obligaran el conductor a un major esforç, generalment resultant en una conducció més incòmoda o cansada. Nivells d'assistència grans obligaran el conductor a esforços menors, però comporta una direcció més sensible als moviments del conductor. Aquesta és una crítica que generalment s'aplica a les adreces elèctriques, el que s'anomena "falta de tacte" o "que transmet poca informació".
Un altre dels avantatges del control electrònic, és que es pot variar el nivell d'assistència no només en funció de la velocitat, sinó també de la situació, per exemple diferents programes per conducció en ciutat o carretera. Opció que s'inclou per exemple en alguns models de Fiat Group Automobiles amb denominació Dualdrive. A més permet implementar funcions auxiliars com l'ajuda el conductor a tornar a la posició central.

## Classificació
Atenent al tipus d'energia utilitzada per proporcionar l'assistència, es poden classificar les direccions assistides en tres grups:
- Hidràulica
- Electro-hidràulica
- Elèctrica

### Hidràulica
Les direccions hidràuliques van ser dels primers models de direcció assistida que es van utilitzar juntament amb les de buit. Però les primeres van acabar per imposar-se. Són les més habituals en tota classe de vehicles tot i que estan sent substituïdes per les electro-hidràuliques i elèctriques. De manera que amb prou feines es munten en els nous models.
La direcció hidràulica utilitza energia hidràulica per a generar l'assistència. Per a això utilitza una bomba hidràulica connectada al motor. El més habitual és que estigui acoblada directament mitjançant una corretja.
El funcionament pot variar depenent del fabricant, però el model més general aprofita la pròpia cremallera com pistó hidràulic per generar l'assistència. D'aquesta manera, quan el conductor gira el volant el sensor hidràulic permet el pas del fluid cap a un dels costats del pistó, augmentant la pressió en aquest costat i fent que la cremallera es desplaça axialment cap al costat a qui el conductor gira el volant. Una vegada que el conductor deixa de girar el volant la pressió s'iguala i la cremallera queda en la seva posició original.

### Electro-hidràulica
La direcció electro-hidràulica o EHPS (Electro-Hydraulic Powered Steering) és una evolució de la direcció hidràulica. En lloc d'utilitzar una bomba hidràulica connectada al motor utilitza un motor elèctric per a moure la bomba hidràulica.
El seu principal avantatge és que en no estar connectada al motor del vehicle evita els problemes mecànics associats a una transmissió per corretja. A més redueix el consum de combustible. En aquest cas la bomba hidràulica només funciona quan i al ritme que es necessita per operar la direcció. L'alimentació del motor que mou la bomba es fa a través de la bateria.
Aquests avantatges enfront de les hidràuliques ha fet que les adreces electro-hidràuliques hagin anat sustiyendo a les hidràuliques progressivament.
El funcionament d'una direcció electro-hidràulica és similar al d'una hidràulica.

### Elèctrica

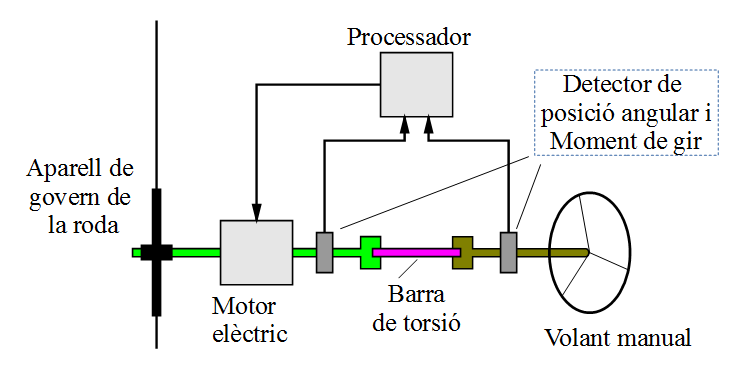
Elements que intervenen en l'assistència elèctrica al gir de les rodes d'un vehicle.

La direcció assistida elèctrica (EPS / EPAS) o la direcció assistida per motor (MDPS) utilitza un motor elèctric per ajudar el conductor del vehicle. Els sensors detecten la posició i el parell de la columna de direcció i un mòdul d'ordinador aplica el parell d'assistència a través del motor, que es connecta tant a l'engranatge de direcció com a la columna de direcció. Això permet aplicar diferents quantitats d'assistència en funció de les condicions de conducció. Per tant, els enginyers poden adaptar la resposta dels engranatges de direcció a sistemes de suspensió de taxa variable i d'amortiment variable, optimitzant el desplaçament, la manipulació i la direcció de cada vehicle.
En els vehicles del grup Fiat, es pot regular la quantitat d'assistència mitjançant un botó anomenat "CITY" que canvia entre dues corbes d'assistència diferents, mentre que la majoria d'altres sistemes EPS tenen assistència variable. Aquests donen més ajuda a mesura que el vehicle s'alenteix i menys a velocitats més ràpides.
En EPAS es manté un enllaç mecànic entre el volant i l'equip de direcció. En cas de fallada del component o fallida de corrent que causi un error en proporcionar assistència, la connexió mecànica serveix de suport. Si EPAS falla, el conductor troba una situació en què cal un esforç important per dirigir-lo. Aquest pesat esforç és similar al d'un sistema d'ajuda hidràulica inoperativa. Depenent de la situació de conducció, de la capacitat de conducció i de la força del conductor, la pèrdua assistida de la direcció pot provocar un xoc o no.
El seu avantatge enfront de les hidràuliques i electro-hidràuliques és que, en no utilitzar energia hidràulica són més lleugeres i simples en eliminar la instal·lació i bomba hidràuliques.
Atenent al lloc on s'aplica l'assistència, les direccions elèctriques es divideixen:
- Column drive: s'aplica l'assistència a la columna de direcció.
- Pinion drive: s'aplica l'assistència al pinyó de la direcció.
- Rack drive: s'aplica l'assistència en la cremallera de la direcció.